# Roggelshäuser Bach
Der Roggelshäuser Bach oder Roggelshauser Bach ist ein nicht ganz 8 km langer Bach im nordöstlichen Baden-Württemberg, erst im Landkreis Schwäbisch Hall, dann im Hohenlohekreis, der nach zuerst nordwestlichem, dann westlichem Lauf im Dorf Mulfingen von rechts in die mittlere Jagst mündet.

## Name
Der Bach ist offenbar nach dem im 14. Jahrhundert wüst gefallenen Ort Roggelshausen benannt, der nach alten Lageangaben und dem noch gebräuchlichen identischen Gewannnamen etwa im Bereich des oberen Rückhaltebeckens zu Füßen des Kappelberges gelegen hat. Roggelshausen ist eine Umformung des ursprünglichen, im Jahre 1303 erwähnten Namens Rakundshausen der Bedeutung ‚Haus einer Ratgund‘, der im Jahre 1303 erwähnt wurde.
Die Namensform des Baches ist etwas unsicher. Die am häufigsten anzutreffende ist Roggelshäuser Bach, seltener findet man aber auch Roggelshauser Bach.
Das westwärts laufende untere Tal vor Mulfingen trägt den Namen Öltal, anscheinend nach einer dort einst  bestehenden Ölmühle.

## Geographie

### Verlauf
Der Roggelshäuser Bach entsteht etwa 0,8 km südwestlich der Ortsmitte des Dorfes Herrentierbach der Gemeinde Blaufelden und etwa 0,6 km östlich des auch in der Herrentierbacher Teilgemarkung liegenden Weilers Simmetshausen auf etwa 456 m ü. NHN am Nordwestzipfel der Waldinsel Kellerholz. Der zunächst in einem Graben neben einem Feldweg laufende, im Oberlauf auch oft versiegende Bach, zieht lange etwa nordwestwärts und gräbt sich dabei langsam seine lange flache und nicht sehr enge Talmulde.
Schon nach weniger als 200 Metern unterquert er die beiden genannten Orte verbindende K 2535 und fließt danach längstenteils unbegleitet von Wegen und ohne Baumbewuchs zwischen Feldern. Weniger als 400 Meter nordöstlich des Simmetshausener Ortsrandes mündet von diesem im Brühl her ein ebenfalls austrocknender Graben neben einem Feldweg zu. Erst etwa 1,8 km nach dem Ursprung speist den Roggelshäuser Bach der erstmals etwas längere und weniger zur Austrocknung neigende, grabengeführte Zufluss vom Rand der Waldinsel Eichholz, danach führt er beständig Wasser und fließt erstmals leicht geschlungen unter Bäumen am Ufer.
Nach zweihundert Metern erreicht er den Ortsrand des ebenfalls zu Herrentierbach gehörigen Weilers Alkertshausen, das er verdolt durchfließt. Der Ort liegt versteckt in der nun etwa 50 Meter gegenüber den seitlichen Höhen eingetieften Bachmulde, die hier von der L 1022 Herrentierbach–Mulfingen gequert wird. Über dem nach dem Ort in recht natürlichen Schlingen und von Bäumen am Ufer begleitenden Bach ersetzt recht schnell Wald die bisherigen Felder und nach dem Zufluss eines von rechts aus Richtung Wittmersklingen kommenden Bachs ist das nun tief eingeschnittene Tal bald völlig bewaldet.
Etwa ab der Mündung des Hasenklingenbachs auf nurmehr etwa 375 m ü. NHN wenden sich Tal und Bach südlich des Schrozberger Weilers Mäusberg auf der rechten Randhöhe recht zügig nach Westen. Der folgende Unterlauf liegt fast von Anfang an auf dem Gebiet der Gemeinde Mulfingen. Zwischen dem Lauberg links und dem Kappelberg rechts öffnet sich der Talwald auf dem Grund und auch die Hänge werden lichter. Im Wiesengewann Roggelshausen durchläuft das Gewässer das nur im Hochwasserfall befüllte obere der zwei Hochwasserrückhaltebecken im Tal, danach mündet auf etwa 315 m ü. NHN der Bach aus dem rechten Seitental Greutklinge.
Die Talmulde ist nunmehr bis zu den mittleren Hängen hinauf offen und der Roggelshäuser Bach fließt danach in das untere der Hochwasserrückhaltebecken ein, in dem er beständig zu einem fast 300 Meter langen und 1,7 ha großen See mit kleiner Bauminsel angestaut ist.
Unterhalb des Dammes fließt der Roggelshäuser Bach, nach wie vor geschlungen und mit baumbestandenen Ufern, an der Südseite des Sportgeländes am Ostrand von Mulfingen entlang, durch welches hindurch in offenem Lauf der Bach aus der Kartenklinge zumündet, der zweite der beiden größten Zuflüsse. Nach Eintritt in den Siedlungsbereich des Dorfes verschwindet er bald in einer Verdolung, deren Trasse der  Bachgasse, der Hauptstraße und dann der Straße Unterer Bach folgt. Zuletzt unterquert er die dem Flussufer folgende Ailringer Straße (L 1025) und mündet schließlich auf etwa 262 m ü. NHN weniger als 50 Meter vor der St.-Anna-Brücke und gegenüber der St.-Anna-Kapelle von rechts in die mittlere Jagst.
Der Roggelshäuser Bach hat einen etwa 7,7 km langen, erst nordwestlichen, dann westlichen Lauf mit mittleren Sohlgefälle von etwa 25 ‰ und mündet etwa 194 Höhenmeter unterhalb seines Ursprungs.

### Einzugsgebiet
Der Roggelshäuser Bach hat ein Einzugsgebiet von 13,5 km² Größe mit der Kontur eines bis etwas über zwei Kilometer breiten Schlauchs um das erst nordwestlich, dann westlich fließende Gewässer. Es gehört, naturräumlich gesehen, zu den Kocher-Jagst-Ebenen, weit überwiegend zu dessen Unterraum Bartenstein-Langenburger Platten, mündungsnah zum Unterraum Mittleres Jagsttal. Der höchste Punkt im Kellerholz im Südostzipfel wenig über dem Bachursprung erhebt sich nur wenig über 475 m ü. NHN.
Im Norden und Nordosten grenzt es ans Einzugsgebiet der Ette, des nächsten und etwas größeren rechten Nebenflusses der Jagst, im Osten an das des linken Ette-Oberlaufs Tierbach. Im Südosten fließt außerhalb der Blaubach, der über die Brettach deutlich weiter aufwärts ebenfalls von rechts die Jagst speist. Das im Süden angrenzende Gebiet wird vom weniger weit oben mündenden Rötelbach zur selben entwässert, während im Südwesten deren rechter, als letzter vor dem Roggelshäuser Bach mündender Zufluss Märzenbach den Abfluss zur anderen Seite fortschafft.
Vom Bach durchflossen wird am Oberlauf nur der Weiler Alkertshausen der Gemeinde Blaufelden, während dort mit Abstand von ihm im Einzugsgebiet schon zuvor deren Weiler Simmetshausen links und ein kleiner Teil des Dorfes Herrentierbach rechts liegen. Am Laufknick reicht auf etwa einem halben Kilometer das Gebiet der Stadt Schrozberg bis ans rechte Ufer, von der die Weiler Wittmersklingen, Hirschbronn und Mäusberg über dem nun eingetieften Bach auf der rechten Hochebene liegen. Der Unterlauf nach Westen tritt recht bald über die Grenze des Landkreises Schwäbisch Hall aufs Gebiet der Gemeinde Mulfingen im Hohenlohekreis über, von welcher der Weiler Ochsental auf der rechten Hochfläche steht und das Mündungsdorf Mulfingen als erst zweiter Ort direkt am Lauf.
Die Hochebenenanteile des Einzugsgebietes bestehen überwiegend aus offener, ackerbaulich genutzter Landwirtschaftsfläche, jedoch liegen darin auch einige regional generisch Hölzle genannte kleine Waldinseln. Westlich von Simmetshausen reicht eine etwas größere Waldinsel ins Einzugsgebiet herein. Das Tal ist schon zwischen Alkertshausen und vor seinem Knick nach Westen ganz bewaldet und bleibt es lange zu großen Teilen zumindest am Hang bis fast nach Mulfingen; Fortsetzungen dieser Hangwälder ziehen sich teils weit über den oberen Hangknick in die Randgebiete der Hochebene.

### Zuflüsse und Seen
Hierarchische Liste der Zuflüsse und  Seen von der Quelle zur Mündung. Gewässerlänge, Seefläche, Einzugsgebiet und Höhe nach den entsprechenden Layern auf der Onlinekarte der LUBW. Andere Quellen für die Angaben sind vermerkt.
Ursprung des Roggelshäuser Bachs auf etwa 456 m ü. NHN ca. 0,6 km östlich der Ortsmitte von Blaufelden-Simmetshausen am Nordwestzipfel des Kellerholzes.
- (Graben zwischen Weilerfeld und Brühl), von links und Südwesten auf etwa 439 m ü. NHN, unter 0,4 km[LUBW 8] und ca. 0,7 km².[LUBW 9] Entsteht auf etwa 448 m ü. NHN am Nordrand von Simmetshausen. Unbeständig wasserführender Graben zwischen Feldern
- (Bach vom Rand des Eichholzes), von rechts und Ostnordosten auf etwa 415 m ü. NHN wenig vor Blaufelden-Alkertshausen, ca. 0,7 km[LUBW 8] und ca. 0,7 km².[LUBW 9] Entsteht auf etwa 442 m ü. NHN etwa 0,8 km östlich der Ortsmitte von Alkertshausen am Nordwestrand des Eichholzes. Auf dem längsten Teil Weggraben in natürlicher Mulde.
- (Bach aus Richtung Wittmersklingen), von rechts und Nordosten auf etwa 397 m ü. NHN zwischen Alkertshausen und einem letzten isolierten zugehörigen Haus vor dem Talwald, ca. 0,7 km[LUBW 8] und ca. 0,6 km².[LUBW 9] Entsteht auf etwa 443 m ü. NHN etwa 0,3 km westlich der Ortsmitte von Schrozberg-Wittmersklingen an einem Feldwegabzweig der Straße von Wittmershausen nach Schrozberg-Mäusberg. Anfangs Weggraben.
- Hasenklingenbach, von rechts und Ostnordosten auf etwa 375 m ü. NHN südlich von Schrozberg-Mäusberg im Talwald, 1,3 km und 1,3 km². Entsteht auf etwa 447 m ü. NHN in den Großen Äckern wenig südöstlich von Schrozberg-Hirschbronn.
Nach diesem Zufluss wendet sich der Roggelshäuser Bach schnell auf Westlauf.
  - (Zufluss), von rechts und Nordosten auf etwa 403 m ü. NHN in der Waldklinge des Unterlaufes, ca. 0,6 km[LUBW 8] und ca. 0,5 km².[LUBW 9] Entsteht auf etwa 445 m ü. NHN an einem Feldweg wenig vor dem nordwestlichen Ortsrand von Hirschbronn und fließt anfangs als bewuchsloiser Graben in natürlicher Mulde entlang einer Feldergrenze.
 Der Hauptarm ist bis zu diesem Zufluss ca. 0,9 km[LUBW 8] und hat ein ca. 0,7 km²[LUBW 9] großes Teileinzugsgebiet.
    -  Etwa 150 Meter nordöstlich des Grabenbeginns liegt im Einzugsgebiet ein Teich auf etwa 449 m ü. NHN etwas nördlich von Hirschbronn, 0,1 ha.
- (Klingenzufluss), von rechts und Nordnordosten auf etwa 367 m ü. NHN südsüdwestlich von Mäusberg im Talwald, ca. 0,3 km[LUBW 8] und ca. 0,3 km².[LUBW 9] Entsteht auf etwa 415 m ü. NHN am Beginn des Klingenwaldes.
- (Bach aus der Hundsklinge), von rechts und Nordnordosten auf etwa 360 m ü. NHN südwestlich von Mäusberg im Talwald an der Kreisgrenze zu Mulfingen, über 0,3 km[LUBW 8] und ca. 0,3 km².[LUBW 9] Entsteht auf etwa 415 m ü. NHN am Rand des Klingenwaldes.
- Durchfließt auf unter 330 m ü. NHN in wieder offener Aue das gewöhnlich leere Obere Becken der Hochwasserschutzanlagen am Fuß des Kapellenbergs.
- (Bach aus der Greutklinge), von rechts und Nordosten auf 315,4 m ü. NHN[LUBW 10], 0,8 km und 0,8 km². Entsteht auf knapp 410 m ü. NHN wenig südlich von Mulfingen-Ochsental am Beginn des Klingenwaldes.

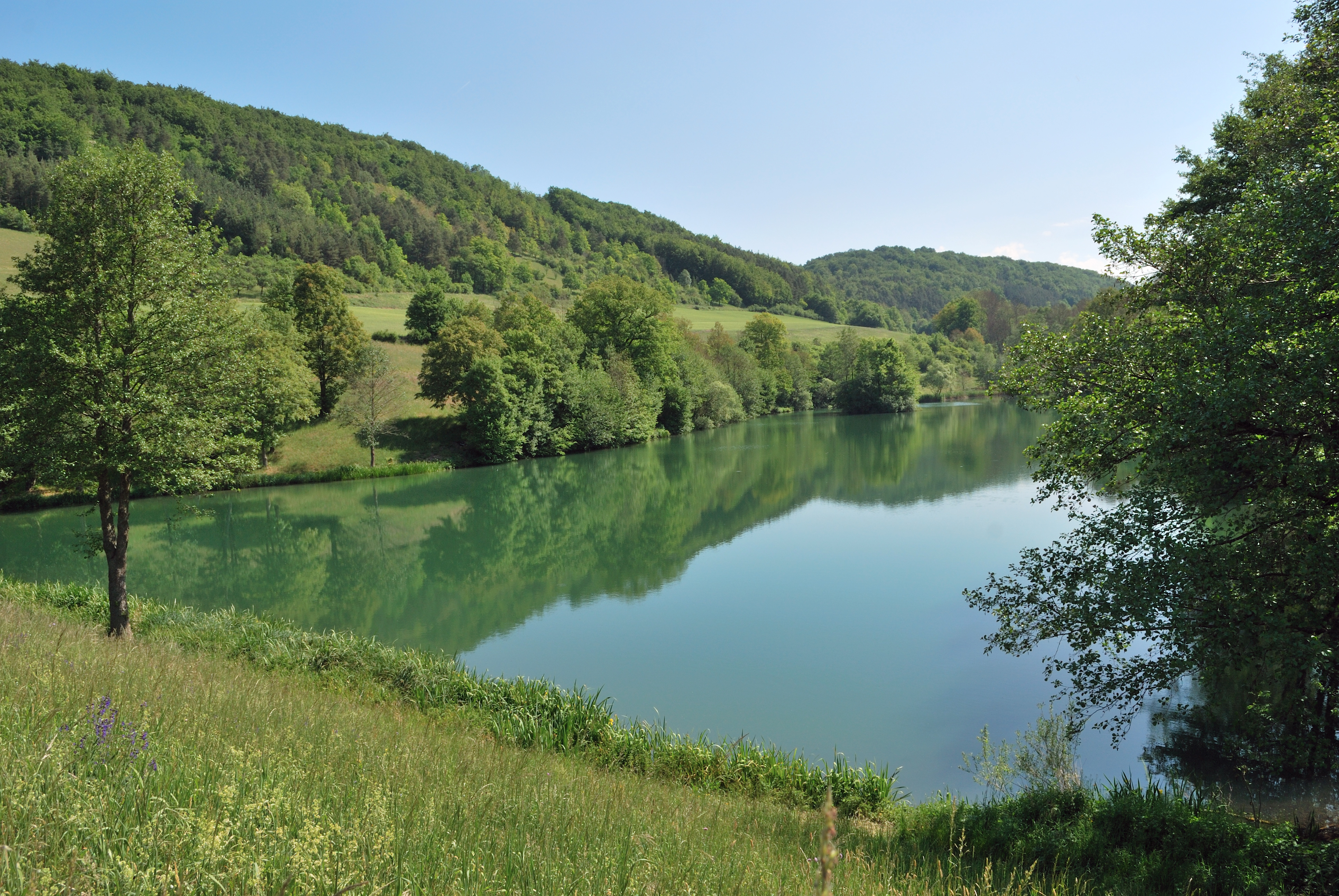
Unteres Becken der Hochwasserrückhalteanlagen vor Mulfingen

- Durchfließt auf unter 310 m ü. NHN das dauereingestaute Untere Becken der Hochwasserschutzanlagen vor den Sportplätzen am Ostrand von Mulfingen, 1,7 ha.
- (Bach aus der Katzenklinge), von rechts und Nordosten auf etwa 286 m ü. NHN inmitten der Sportplätze am Ostrand von Mulfingen, 1,3 km und 1,4 km². Entsteht auf etwa 402 m ü. NHN westlich von Ochsental nahe der K 2306 nach Mulfingen am Beginn seines Klingenwaldes. Am Mittellauf im Bereich einer verfüllten Deponie anscheinend verdolt.
- Durchfließt auf etwa 285 m ü. NHN einen Teich noch im Bereich der Sportplätze, knapp 0,1 ha.

Mündung des Roggelshäuser Bachs von rechts und zuletzt Osten auf ca. 262 m ü. NHN in Mulfingen kurz vor der St.-Anna-Brücke von rechts und zuletzt Osten in die mittlere Jagst. Der Bach ist ca. 7,7 km lang und hat ein 13,5 km² großes Einzugsgebiet.

### Rückhaltebecken
Am Roggelshäuser Bach gibt es etwa 2,7 km und etwa 1,5 km vor der Bachmündung im Dorf auf dem Gebiet der Gemeinde Mulfingen zwei Hochwasserrückhaltebecken. Beide werden vom Wasserverband Ette-Kessach betrieben und stauen hinter Erddämmen. Sie werden jeweils vom Bach durchflossen („Hauptschluss“) und ihr Hochwasserstau wird ungesteuert abgelassen.
| Name | Lage | Lage | Lage                     | Gestautes Gewässer und Abfluss | Stauraum in m3 | Stauraum in m3 | EZG      | Staufläche | Staufläche | Dammhöhe | Baujahr |
| |      |      | Ort                      |                                | Maximal        | Dauer          |          | Max        | Dauer      |          |         |
| --- | ---- | ---- | ------------------------ | ------------------------------ | -------------- | -------------- | -------- | ---------- | ---------- | -------- | ------- |
| Oberes Becken | ⊙    | vor  | Zufluss aus Greutklinge  | Roggelshäuser Bach             | 146.000        | –              | 09,0 km2 | ?          | –          | 15,1 m   | 1964    |
| Unteres Becken | ⊙    | vor  | Zufluss aus Katzenklinge | Roggelshäuser Bach             | 210.000        | 066.000        | 11,2 km2 | ?          | 1,7 ha     | 15,8 m   | 1965    |
| Angaben zu Stauraum, Dammhöhe und Baujahr und zur gewöhnlichen Fläche der dauereingestauten Becken jeweils nach der amtlichen Gewässerkarte. Das obere Rückhaltebecken (mit dem Eintrag „–“ in der Spalte für den Dauerstauraum) ist gewöhnlich wasserlos. Die Einzugsgebiete wurden auf dieser Karte abgemessen, unter weitestmöglicher Übernahme der Flächenwerte für die hierfür nicht zu zerschneidenden Teileinzugsgebiete. |      |      |                          |                                |                |                |          |            |            |          |         |

## Geologie
Im Untergruind des in den Kocher-Jagst-Platten liegenden Einzugsgebietes des Roggelshäuser Bach liegt überall Muschelkalk. Der Bach entspringt in dem diesen auf weiten Flächen am obersten Lauf und später beidseits auf den Randhöhen überlagernden Lettenkeuper (Erfurt-Formation). Nach etwa der Hälfte des Weges bis nach Alkertshausen hat sich die Bachmulde bis in den Oberen Muschelkalk eingetieft. In dieser Schicht bleibt der Bach bis nach seinem Richtungsknie nach Westen und ins Mulfinger Gemeindegebiet hinein. In Höhe des an den Talflanken ausstreichenden Mittleren Muschelkalk verläuft der Bach dann bis nach dem unteren der beiden Regenwasserrückhaltebecken, wo diesen dann der Untere Muschelkalk ablöst.
Während der Bach schon nach Alkertshausen von einem meist schmalen Auenlehmband umgeben ist, liegen zuletzt auf dem Grund des Talmündungstrichters mit dem Dorfkern von Mulfingen gleichfalls holozäne Abschwemmmassen.
Im Einzugsgebiet gibt es einige von Ostsüdost nach Westnordwest ziehende Störungen, eine etwas größere Zahl streicht senkrecht dazu von Südsüdwest nach Nordnordost, darunter auch mündungsnah in Mulfingen eine einzige längere Störung über aufwärtige Jagst und Roggelshäuser Bach hinweg.
Die unbeständig wasserführenden Oberläufe von Roggelshäuser Bach und der meisten seiner Zuflüsse zeigt die Verkarstung der Muschelkalks an. Etwa 400 Meter linksseits kurz nach dem Laufknie liegen im Wald Saubühl zwei größere Trichterdolinen in regionstypischer Lage an der Ausstrichgrenze zwischen Oberem Muschelkalk und Lettenkeuper; am Rand der einen entspringt der sogenannte Saubrunnen, eine schwache Quelle, deren Abfluss nach wenigen Metern im Schluckloch der Doline versinkt. Die Dolinen sind als Geotop ausgewiesen.

## Natur und Schutzgebiete
Der Roggelshäuser Bach ist um Simmetshausen als feinmaterialreicher, danach bis zur Mündung als grobmaterialreicher karbonatischer Mittelgebirgsbach klassifiziert. Am Oberlauf neigt der Bach zum Versiegen, er läuft hier als feldertrennender Graben mit wenig Richtungswechseln und mit nur auf einem Abschnitt, neben einem kurzen Feldweg, Baumbewuchs am Ufer. Wenig vor Alkertshausen beginnt er dann mit Windungen und Bäumen am Ufern ein natürlicheres Bild zu zeigen, das sich nach der Verdolung im Weiler fortsetzt. Er ist dort ein bis zweieinhalb Meter breit.
Mit Beginn des Talwaldes schlängelt er sich noch stärker und gabelt sich auch teilweise. Er hat dort anfangs mehr feinsandiges und schlammiges Sediment, dann mehr und mehr blockreiches. Der Bach fließt über Felsplatten und kleine Schnellen, fällt in Gumpen und seine Bettbreite schwankt stark. An Steiluferabschnitten steht zuweilen Fels.
Im Mulfinger Gebiet verbreitert sich das Bett auf drei bis fünf Meter. Der Verlauf ist hier wieder etwas gerader, vielleicht wegen einer früheren Regulierung, denn am Ufer stehen Reste von Befestigungen. Kleine zeitweilige Seitenarme des mehr und mehr schuttreichen Bettes folgen vermutlich natürlichen alten Bachtrassen. Zwei Furten mit künstlicher Schwelle queren auf diesem Abschnitt den Bach. Etwas vor dem meist als grüne Wiese daliegenden Oberen Becken der Mulfinger Hochwasserrückhalteanlagen, das der Bach dann recht gerade durchläuft, steht ein Schuttrechen im Bett.
Unterhalb des Beckendamms fließt der Bach wieder natürlicher, inzwischen ist er bis zu sieben Meter breit. Nach dem Zufluss von rechts aus der Greutklinge setzen am südexponierten Hang dieser Talseite senkrecht herablaufende Steinriegel ein, deren Folge sich bis ins Jagsttal fortsetzt. Nach dem angestauten Unteren Becken und der schon ortsnah wiederum von rechts zulaufenden Katzenklinge liegen gegenüber dem Eichhörnle und dem Schweinberg zuletzt auch links am Geißberg Steinriegel. Der Bach ist durch Mulfingen hindurch fast ganz verdolt.
Unterhalb von Alkertshausen liegt das Tal bis an den Mulfinger Ortsrand in zwei Landschaftsschutzgebieten, erst bis zur Kreisgrenze im Gebiet Mittleres Jagsttal mit Nebentälern und angrenzenden Gebieten, auf dem anschließenden größeren Abschnitt auf Mulfinger Grund im Gebiet Jagsttal mit Nebentälern und angrenzenden Gebieten zwischen Kreisgrenze Schwäbisch Hall und Gemeindegrenze Krautheim/Schöntal.

### LUBW
Amtliche Online-Gewässerkarte mit passendem Ausschnitt und den hier benutzten Layern: Lauf und Einzugsgebiet des Roggelshäuser Bachs

Allgemeiner Einstieg ohne Voreinstellungen und Layer: Daten- und Kartendienst der Landesanstalt für Umwelt Baden-Württemberg (LUBW) (Hinweise)
1. 1 2 3 4 5  Höhe nach dem Höhenlinienbild auf dem Hintergrundlayer Topographische Karte.
2. 1 2  Länge nach dem Layer Gewässernetz (AWGN), ergänzt um ein kleines, auf der Gewässerkarte nicht berücksichtigtes Anfangsstück, das auf dem Hintergrundlayer Topographische Karte abgemessen wurde.
3. 1 2  Einzugsgebiet aufsummiert aus den Teileinzugsgebieten nach dem Layer Basiseinzugsgebiet (AWGN).
4. ↑  Nachweise für die beiden Namensformen:
  - Mustersuche nach „Roggels“ auf der Gemeindewebseite von Mulfingen förderte zwei Sitzungsberichte des Gemeinderates mit Erwähnung von Roggelshäuser Bach und keinen Fund  zu Roggelshauser Bach zutage (Stand 5. November 2019).
  - Der aktuelle Hintergrundlayer Topographische Karte trägt keinerlei Beschriftung  am Lauf.
  - Der Layer Liegenschaft und Gewässer (nur bei sehr feinem Maßstab sichtbar) ist mehrfach am Lauf mit Roggelshäuser Bach beschriftet.
  - Die Layer Gewässernetz (AWGN) und Gewässername haben einheitlich Roggelshäuser Bach.
  - Das Kapitel zu Mulfingen der Beschreibung des Oberamts Künzelsau von 1883 hat mehrfach Roggelshäuser Bach und nur einmal Roggelshauser Bach.
  - Die Kartenseite radroutenplaner-bw mit eingestelltem topographischem Layer, der offenbar eine etwas ältere Version des LUBW-Layers Topographische Karte ist, zeigt am oberen Becken die Beschriftung Roggelshauser Bach.
  - Das Meßtischblatt 6624 Dörzbach von 1939 in der Deutschen Fotothek beschriftet genau dort das Gewässer ebenfalls mit Roggelshauser Bach.
5. ↑  Länge nach dem Layer Gewässernetz (AWGN).
6. 1 2  Seefläche nach dem Layer Stehende Gewässer.
7. 1 2  Einzugsgebiet nach dem Layer Basiseinzugsgebiet (AWGN).
8. 1 2 3 4 5 6 7  Länge abgemessen auf dem Hintergrundlayer Topographische Karte.
9. 1 2 3 4 5 6 7 8  Einzugsgebiet abgemessen auf dem Hintergrundlayer Topographische Karte.
10. ↑  Höhe nach grauer Beschriftung auf dem Hintergrundlayer Topographische Karte.
11. ↑  Daten zu den Stauanlagen nach dem einschlägigen Layer.
12. ↑  Schutzgebiete nach den einschlägigen Layern, Natur teilweise nach dem Layer Biotop.

### Andere Belege
1. ↑  Abfluss-BW: Modellierte Abflusswerte an der Mündung
2. ↑  Namensgeschichte und Lage von Roggelhausen nach
  - dem Kapitel zu Mulfingen der Beschreibung des Oberamts Künzelsau von 1883, S. 708.
  - der Seite Roggelshausen – Wüstung des landesgeschichtlichen Informationssystems www.leo-bw.de
3. ↑  Ursprung  der Benennung Öltal (dort noch Ölthal) für das Tal nach der abgegangenen Ölmühle nach
  - dem Kapitel zu Mulfingen der Beschreibung des Oberamts Künzelsau von 1883.

Ob diese Ölmühle ihrerseits zum Ort Roggelshausen gehörte, ist nach der dortigen Formulierung unklar.
4. ↑  Wolf-Dieter Sick: Geographische Landesaufnahme: Die naturräumlichen Einheiten auf Blatt 162 Rothenburg o. d. Tauber. Bundesanstalt für Landeskunde, Bad Godesberg 1962. → Online-Karte (PDF; 4,7 MB)
5. ↑  Geologie nach den Layern zu Geologische Karte 1:50.000 auf: Mapserver des Landesamtes für Geologie, Rohstoffe und Bergbau (LGRB) (Hinweise)
6. ↑  Geotopsteckbrief der zwei Dolinen und des Saubrunnens (PDF, 898 kByte) auf der Website des Landesamtes für Geologie, Rohstoffe und Bergbau (LGRN).